# Jules Bied
Jules Bied (* 1864; † 1924) war 1908 Erfinder des Tonerdezements.
Er war Schüler von Henry Le Chatelier. 
Als Direktor des 1887 gegründeten Lafarge-Forschungslabors (Laboratoire de la Société Pavin de Lafarge) war er auf der Suche nach einem gegen Sulfate beständigen Zement zur Auskleidung von Eisenbahntunnel, die durch Gestein mit hoher Konzentration von Magnesium- und Natriumsulfat führten. 1847 hatte schon Louis Vicat (1786–1861) eine Mischung óxido ácido/óxido alcalino für Beständigkeit gegen Sulfat vorgeschlagen.
Sein Tonerdezement, mit Markennamen Ciment Fondu, für den er die französische Patente 320290 und 391454 erhielt, besteht im Wesentlichen aus Calciumaluminaten, während Portlandzemente im Wesentlichen Calciumsilikate enthalten. Hergestellt wird er aus Bauxit und Kalkstein. Er hat ebenso wie Portlandzement eine Abbindungszeit von ca. drei Stunden, härtet aber extrem schnell aus. Ferner ist er beständiger gegen aggressive Umgebungen (Säuren) und hohe Temperaturen.